# Hà Tiên trấn Hiệp trấn Mạc thị gia phả
Hà Tiên trấn Hiệp trấn Mạc thị gia phả (nguyên tác bằng Hán văn: 河僊鎮協鎮鄚氏家譜; nghĩa là "gia phả của dòng họ Mạc của quan Hiệp trấn trấn Hà Tiên") hay gọi ngắn gọn là Mạc thị gia phả (鄚氏家譜), là một bộ gia phả về dòng họ Mạc ở Nam bộ do Võ Thế Dinh (武世營), con nuôi của Mạc Thiên Tích biên soạn. Đây được coi là một bộ gia phả cổ nhất của miền đất Nam bộ Việt Nam. Hiệp trấn là chức quan của Mạc Công Du, con trai của Mạc Thiên Tích tại thời điểm ra đời của cuốn gia phả này.

## Tác giả
Võ Thế Dinh là con nuôi của Mạc Thiên Tích, là người gắn bó với Mạc Thiên Tích trong công cuộc theo Nguyễn Ánh chống Tây Sơn nên ông có đầy đủ điều kiện thuận lợi để tìm hiểu rõ cuộc đời của các thành viên dòng họ Mạc ở Hà Tiên cũng như ghi nhận các sự kiện liên quan đến họ Mạc nói riêng và miền Nam lúc bấy giờ nói chung. Võ Thế Dinh đã từng được Nguyễn Ánh phong làm cai đội, là một chức quan võ nhỏ. Sau khi Nguyễn Ánh lên ngôi và lấy niên hiệu là Gia Long, nhờ có nhiều công lao nên Vũ Thế Dinh được phong tới tước hầu, hiệu là Dinh Đức, nên còn được gọi là Dinh Đức hầu Võ Thế Dinh. Chưa rõ ông sinh năm nào, chỉ biết ông mất năm 1819 và phần mộ hiện vẫn còn ở Hà Tiên.

## Bối cảnh biên soạn
Theo những ghi chép tản mạn của một số bộ sử cũ thì có lẽ Võ Thế Dinh bắt đầu khởi soạn Mạc thị gia phả vào khoảng năm 1785, ngay sau khi lực lượng Xiêm La bị Tây Sơn do Nguyễn Huệ chỉ huy đánh đại bại tại trận Rạch Gầm-Xoài Mút.
Theo các tác giả của Đại Nam thực lục (chính biên, đệ nhị kỉ) thì phải đến ngày 19 tháng 6 năm Gia Long thứ 17 (hay ngày 21 tháng 7 năm Mậu Dần 1818), Võ Thế Dinh mới hoàn thành tác phẩm này.

## Cấu trúc và các dị bản
Toàn bộ gia phả gồm hai phần: chính văn và phụ ngoại bản. Đây là tác phẩm có nhiều dị bản khác nhau, được lưu truyền chủ yếu bằng hình thức chép tay.

## Đánh giá
Mạc thị gia phả có những nội dung đặc biệt mà không thấy có trong những ghi chép của Quốc sử quán triều Nguyễn:
- Trần Văn Giàu và Nguyễn Khắc Thuần cũng như một số học giả khác đánh giá đây không chỉ là một cuốn gia phả đơn thuần mà còn mang tính chất của một bộ sử giản lược, cho biết họ Mạc đã tiến hành công cuộc khai khẩn đất Hà Tiên như thế nào, từ quá trình quy tụ lưu dân mở đất lập làng, thi vị hóa đất Hà Tiên nhằm tạo sức hút đối với kẻ sĩ và thường dân khắp nới đến vùng đất này; đến việc trình bày vị trí và quy mô của bảy xã thôn đầu tiên nằm trên vùng đất ứng với các tỉnh Kiên Giang, Bạc Liêu, và Cà Mau ngày nay.
- Thời điểm Mạc Cửu dâng đất Hà Tiên cho chúa Nguyễn Phúc Chu khác với ghi chép trong Gia Định thành thông chí của Trịnh Hoài Đức và Đại Nam thực lục hay Đại Nam liệt truyện của Quốc sử quán triều Nguyễn.
- Số lượng và đường hành quân của quân Xiêm năm 1784 không phải chỉ hai vạn như các sử gia thời Nguyễn ghi chép mà là ngót năm vạn theo Võ Thế Dinh, trong đó có cả đạo bộ binh đông hơn, đến gần ba vạn người đi qua đường Chân Lạp.
- Tác phẩm cũng ghi nhận ảnh hưởng của họ Mạc đối với xứ Hà Tiên nói riêng và Đàng Trong nói chung với các dấu tích của Phương Thành, Chiêu Anh Các, miếu thờ họ Mạc...

Tuy nhiên cũng có ý kiến cho rằng một số niên đại do Võ Thế Dinh ghi chép chứ thực sự không chính xác và không đảm bảo độ tin cậy, và có thể dẫn đến việc phổ biến những thông tin sai lầm tới độc giả.